# Historieta gaucha
Historieta gaucha,  término que incluye aquellas obras del género historieta,  sean serias u humorísticas,  en las que el personaje principal es un gaucho y su trama se desarrolla en un ámbito rural o suburbano.

## Características
Bajo el concepto de Historieta Gaucha se agrupan las obras del género historieta que desarrollan su trama en un espacio rural o suburbano y que hacen de la figura del gaucho, el protagonista principal de sus historias, lo que permite distinguir entre los géneros literarios, ya sea a partir del uso particular de la voz del gaucho, que no es el que reprodujo la literatura gauchesca o desplegando una original representación de su efigie, sin igualarlo al héroe figurado por el Criollismo literario.
Esta definición excluye a:
- aquellas historietas que presentan la figura de un gaucho como personaje secundario,  ocasional, sin que la trama tenga relación con las prácticas del campo;   o las que desarrollan su trama en ámbitos rurales o suburbanos sin la presencia del gaucho, como en el caso de las historias de militares, indios o de algunos cowboys que anduvieron por nuestras pampas;[1]
- las que pretenden señalar la argentinidad del protagonista vistiéndolo de gaucho. Un caso especial es la tira Smith y Churrasco, aventura de dos detectives, publicada desde 1913 en la revista PBT, que “introdujo la novedad de un personaje fijo forzadamente argentino (desde el nombre hasta su vestuario gauchesco) y se destaca en el dibujo del dúo protagónico la facilidad con que el británico Smith adoptó la figuración plástica del mono caricaturesco, en tanto que el nativo Churrasco resistía en cierto realismo”);[2]
- las que tienen personajes antropomórficos que visten, hablan y se comportan como gaucho, que requieren otra categorización, independiente del argumento.  Un caso particular es la historia de Rulito, un gato atorrante,  publicada por la revista El Tony, que luego de tres años sin mucho suceso,  se convierte en un gaucho con espuelas y alpargatas.[3]  Rulito… “deja de ser la historia que cuenta las peripecias de un felino para transformarse en un folletín que transcurre en el campo. El animal, convertido en gaucho, baila malambos, recita relaciones y toma mate”; .[4]
- las que refieren a biografías de personajes históricos identificados como un gaucho o bien aquellos que en sus andanzas fueron acompañados por gauchos, como la historieta que relata la vida del caudillo Facundo Quiroga: El Tigre de los Llanos[5]  publicada en 1928 por la revista El Tony. Estas obras se agrupan dentro de las biografías sin hacer distinciones de argumento.

## Contexto
Un repaso del contexto histórico permite señalar algunas semejanzas con los procesos sociales, políticos y económicos ocurridos en tiempos en que la Literatura gauchesca y el Criollismo literario hicieron su emergencia. Momento de fuertes luchas sociales donde se destacó el ascenso y consolidación de la clase obrera y su acceso al poder. En este contexto no sólo los actores sociales mudaron sino que las ciudades redefinieron el espacio urbano, con una vertiginosa migración de personas desde el campo a la ciudad que exigió una fuerte inversión en la obra pública para contener las masas de población y atender las necesidades de infraestructura productiva.

## Primeras historietas gauchas
Transcurrieron más de veinte años desde la publicación de la primera historieta de producción nacional, para que una historieta ubicara a la figura del gaucho como protagonista principal de una obra. En la segunda mitad de la década del '30 fueron las revistas las pioneras en enmarcar al gaucho en las viñetas con nuevas técnicas y argumentos para sus historias.
En este primer período sus páginas dieron a luz tres títulos de variada repercusión entre los lectores de la época:
- Don Cirilo Blanco, publicada en la revista Pololo; escrita y dibujada por Carlos Clemen.[6]

- Cuentos de Fogón,  publicada en la revista Mundo Argentino; escrita y dibujada por Carlos Roux.

- El Gaucho Rendija,  publicada en la revista  Figuritas; escrita y dibujada por Juan Oliva.

### Cirilo El Audaz
Cirilo “El Audaz” , es la tira precursora que organiza, ordena el campo y establece las reglas de este subgénero.
Se publicó desde el día 1 de junio de 1939 en el Diario La Razón  y narró las aventuras de Cirilo Cuevas,  un gaucho huido de la justicia que busca protección en las líneas del ejército rosista. El argumento y los dibujos estuvieron a cargo de Enrique Rapela, un pintor apasionado por la vida de campo.
Las viñetas de Enrique Rapela  entregaron al lector una renovada imagen del gaucho,  como figura de un hombre maduro, de expresión adusta y varonil,  fuerte, inteligente; poseedor de una destacada belleza física; aventurero incasable, capaz de sobreponerse con éxito a los más crudos avatares que le depara el destino; depositario de la tradición y respetuoso de los códigos de los hombres de patria.  Limpio en su atuendo y en su espíritu;  ahora sólo ostenta un bigote prolijo. Para este gaucho no hay tormentos. El lamento se anula y su voz se alza sólo frente a quienes intentan doblegarlo. Cirilo eclipsa la imagen del gaucho impuesta por el Martin Fierro, aquella que refiere a un gaucho pobre, huido y derrotado, que lamenta su vida desdichada. Tampoco se halla en Cirilo la impronta de los gauchos folletinescos de Eduardo Gutiérrez. Cirilo es un hombre que no sólo lucha por trazar su destino sino que además es cuerpo del ejército y como tal forma parte de una disputa política que pretende instituir un modelo de país. Esta lucha une su suerte al destino de la Patria. Cirilo es un héroe que mata por la Patria y no para defender su vida o engalanar su imagen. Ya no se destaca la verborragia, el atrevimiento o la intemperancia de la juventud de Hormiga Negra, Juan Cuello  o Santos Vega. La adultez de Cirilo reúne el cálculo, la sabiduría, la sensatez y la inteligencia de un hombre que pelea por un ideal que supera su condición de gaucho y lo hace vencedor.
El dibujo atiende tanto al detalle de la figura humana y al de su vestimenta, que por tanto realismo se impuso en el imaginario de los lectores como una imagen genuina y fidedigna de aquel gaucho que alguna vez deambuló por las pampas argentinas.  Al respecto Gociol y Rosemberg destacan que los gauchos de Rapela “son personajes arquetípicos. La fuerza y la inteligencia siempre les permiten ganar. Con una visión algo nacionalista y reivindicatoria del campo, Rapela no cuestiona la violencia del medio ni el pecado original del personaje. Asumido esto con naturalidad, sobre esa base construye el arquetipo de un gaucho que todo lo puede: su fuerza, su astucia y cierto azar lo convierten inevitablemente en vencedor”

#### Formato
El género historieta es un género narrativo mixto que combina texto e imágenes para contar una historia. El formato de Cirilo “El audaz”  se define por una estructura mixta. Combina la organización básica de cuatro viñetas, sin recurrir al uso del globo y opta por volcar importantes bloques de textos al pie de cada ilustración. El resultado es una historieta con viñetas que exige una lectura rigurosa y mayores esfuerzos de interpretación.
La tira se editó de lunes a sábado bajo el formato Continuará...  Junto a ella aparecía una historieta de ciencia ficción:  Mas Allá, escrita y dibujada por Raúl Roux, que narraba la aventura de un equipo de científicos argentinos en el espacio exterior.

#### Trama
En la escena inaugural de Cirilo “El Audaz” hallamos signos, escenas y personajes que remiten al Género gauchesco. La cita recoge elementos característicos del Martin Fierro: la fiesta, la borrachera, el duelo, la muerte del negro, el enfrentamiento con la justicia, la fatalidad, el desgraciarse, la fuga, la pérdida del oficio, etc. Al mismo tiempo hay alianzas políticas; hay guerras, ley diferencial, distribución de voces y de nombres. Las alianzas tienen nombre propio: Coronel Molina, General Rosas y Coronel Dorrego; en cambio el enemigo es impersonal, se lo nombra como género: el negro, el agente de policía, el pulpero.  Hay desafíos y lamentos que señalan amigos y enemigos. Hay definiciones de la palabra gaucho. Y especialmente hay un gaucho/soldado y una voz/arma. El fundamento de la trama es un gaucho que una vez desgraciado busca amparo en las tropas del General Rosas (alianza política): sirviendo como soldado (uso del cuerpo) combate contra el ejército enemigo y narra su lucha contra las iniquidades de los salvajes unitarios (uso de la voz). Josefina Ludmer  sostiene que “el pasaje a lo escrito de la escena oral tiene efectos de ‘producción de realidad’. Por ello un gaucho nunca habla igual que un militar o un extranjero. A la vez, estas diferencias de habla se distinguen de la letra del guionista cuyos textos “están escritos en el mismo castellano –hoy anticuado– del resto del diario” El guionista aparece como un escritor/cronista que introduce la narración y luego cede al gaucho el relato para que sea su voz la que complete la historia.  Hay un presentador que contextualiza la escena, introduce la acción y anuncia a los oradores. Luego desaparece y cede la palabra al locutor: a la oralidad, a la voz del gaucho. La voz estricta y sincera del gaucho se vuelve un sello de verdad: la voz que certifica la palabra del que escribe.  La autoridad del testimonio y la aceptación de este como voz verdadera descansan en el reconocimiento de una voz que ya se oyó y se hizo carne en la figura de Martin Fierro: la voz de un narrador gaucho que “se apoya en las inflexiones y en el vocabulario de una variante dialectal y arcaizante del español hablado en la llanura bonaerense hacia la década del sesenta”

## 1945-1955: la década peronista
Los años '40 y '50 constituyen la época de oro de la historieta argentina, sea por el elevado número de publicaciones cómo por la excelente calidad gráfica y narrativa de los argumentos.
Para los diarios la publicación de historietas comenzó a ser tan importante como la cobertura deportiva de la semana.  Durante este período se publicaron en diarios y revistas el 55% de las historietas gauchas producidas en el país.  De los 36 títulos que representan la producción total del género,  22 fueron los que hicieron su aparición en estas dos décadas. Solo en la década peronista se concentró la mayor publicación del género gaucho, con la incidencia de 13 títulos que significaron el 36% de la producción total.
La siguiente planilla permite visualizar el desarrollo de la Historieta gaucha en nuestro país y repasar su relación con los medios gráficos.
| HISTORIETA                                   | AUTORES                                 | AÑO DE                       | PUBLICACION                           |
|                                              |                                         | APARICION                    |                                       |
| Don Cirilo Blanco                            | Carlos Clemen                           | Finales de la década del '30 | Pololo (R)                            |
| Cuentos de Fogón                             | Raúl Roux                               | Finales de la década del '30 | Mundo Argentino (R) Editorial Haynes  |
| El Gaucho Rendija                            | Juan Oliva                              | Finales de la década del '30 | Figuritas (R)                         |
| El Puñal de los Gauchos                      | Enrique Rapela                          | Finales de la década del '30 | El Tony (R)                           |
| Cirilo, el audaz                             | Enrique Rapela                          | 1939                         | La Razón (Argentina) (D)              |
| El Gaucho Aquilo                             | Lucas Ansol                             | Década del '40               | Pampa Argentina (R)                   |
| El Gaucho Juan Pereira                       | Pedro Gutiérrez                         | Década del '40               | Figuritas (R)                         |
| Rancagua                                     | Juan Oliva                              | Década del '40               | Figuritas (R)                         |
| Ño Ciriaco                                   | Guillermo Guerrero                      | 1944/45                      | Bichofeo (R)                          |
| Ocaso, el gauchito                           | José Dib                                | 1944/45                      | Bichofeo (R)                          |
| El Gaucho Malambo (guitarrero y pendenciero) | Pedro Gutiérrez                         | 1945                         | Don Fulgencio (R)                     |
| Abrojo, un hombre duro                       | Luis Destuet                            | 1946                         | La Razón (Argentina) (D)              |
| Ño Toribio                                   | José Villanueva                         | 1946                         | El Laborista (D)                      |
| Fierro a Fierro                              | Raul Roux                               | 1946                         | Patoruzito (revista)                  |
| Juan Cuello                                  | Walter Ciocca                           | 1949                         | La Razón (Argentina) (D)              |
| Aurelio, el audaz                            | Alberto y João Mottini                  | Década del '50               | Patoruzito (revista)                  |
| Varela, el rastreador                        | José María Taggino y Solvana            | Década del '50               | Ping Pong (R)                         |
| Hormiga Negra                                | Walter Ciocca                           | 1950                         | La Razón (Argentina) (D)              |
| Santos Vega                                  | Walter Ciocca                           | 1951                         | La Razón (Argentina) (D)              |
| Hilario Leiva (el rebelde)                   | Walter Ciocca                           | 1952                         | La Razón (Argentina) (D)              |
| Lindor Covas, el cimarrón                    | Walter Ciocca                           | 1954                         | La Razón (Argentina) (D)              |
| El Huinca                                    | Enrique Rapela                          | 1957                         | Patoruzito (revista)                  |
| Patria Vieja                                 | Héctor Germán Oesterheld - Carlos Roume | 1957                         | Hora Cero (R)                         |
| Nahuel Barros                                | Héctor Germán Oesterheld - Carlos Roume | 1957                         | Hora Cero semanal (R)                 |
| Hernán, el hermano de Pablo                  | Oswal (Osvaldo Viola)                   | 1958                         | Correo de la Tarde (Buenos Aires) (D) |
| Pablo Gu(diereses)ella                       | Oswal (Osvaldo Viola)                   | 1958                         | Correo de la Tarde (Buenos Aires) (D) |
| Cirilo, el Argentino                         | Enrique Rapela                          | 1959                         | Correo de la Tarde (Buenos Aires) (D) |
| Santos Bravo                                 | Héctor Germán Oesterheld - Juan Arancio | Década del '60               | Hora Cero Extra! (R)                  |
| Hormiga Negra                                | Enrique Rapela                          | Década del '60               | El Tony (R)                           |
| Dialindo                                     | Goyo Mazzeo                             | Década del '60               | Pascualín (R)                         |
| Fabián Leyes                                 | Enrique Rapela                          | 1964                         | La Prensa (Argentina) (D)             |
| Inodoro Pereyra                              | Roberto Fontanarrosa                    | 1972                         | Hortensia (revista)                   |
| El Gaucho Alpargata Matrero, retiro efectivo | Jorge Morhain - Carlos Magallanes       | Década del '80               | Caras y Caretas (R)                   |
| Ezequiel Barrales (criollo de ley)           | Walter Ciocca - Leandro Sesarego        | 1981                         | La Razón (Argentina) (D)              |
| Gaucho                                       | Sanyú                                   | 1990                         | Fierro (revista)                      |
| El Cabo Luna                                 | Beto Páez                               | 1992                         | La Nación (Argentina) (D)             |

### El humor inicia la serie
Tras el éxito de la tira Cirilo “El Audaz” transcurrió un período en el que la Historieta Gaucha no formó parte de la política editorial de los periódicos. En los primeros años de la década del '40 el principal interés de los diarios recayó en la publicación de tiras de Humor blanco  cuyos personajes unidimensionales hacían reír precisamente por estar sujetos a la previsibilidad de su personalidad sobre la que recaía el desenlace humorístico de la acción.
Recién en 1946  los diarios La Razón  y El Laboristas, editaron las tiras Abrojo, un hombre duro y Ño Toribio. En contraposición a  Cirilo “El Audaz”, estas tiras abandonaron el género aventura y se ajustaron a la política editorial del momento que se expresaba a favor de un humor básico y cotidiano. Sus argumentos fueron simples y redundantes en su resolución, reivindicando personajes gauchos en los que sobresalía una sola línea de conducta.

### Abrojo, un hombre duro
Abrojo, un hombre duro se publica el 1 de septiembre de 1946 en la sección de historietas del diario La Razón. Con la única excepción de Oriente (aventura ambientada en el desierto árabe), Abrojo comparte la grilla con historietas de humor blanco entre las que se destacan clásicos del humor nacional como  Bómbolo de Divito,  Ramona de Lino Palacio  o Chapaleo de Eduardo Ferro. Los textos y el dibujo pertenecen a Luis Destuet, autor entre otras obras de Trabuco y Trinquete publicada en la revista Salgari.

#### Formato
La tira adopta los parámetros estándares de las historietas de humor: estructura que varía de tres a cuatro viñeta, montaje dinámico, lineal, de fácil y rápida lectura; cuadros pequeños; fondos simples y poco expresivos que sitúan la acción; dibujo de tipo caricaturesco con líneas moduladas que trazan el contorno de las figuras (al estilo de los dibujos de Dante Quinterno  y de Manuel García Ferré); uso del relleno para simular colores y texturas; empleo de signos gráficos para sugerir el movimiento (estrellitas que señalan un golpe, espirales de humo...); y utilización de onomatopeyaspara representar los sonidos (Boom, Clonk, Ffzzzzz, Pof, Paf...).
Los hechos siempre ocurren en un ámbito rural y aunque nunca se alcanza una representación acabada del campo, se lo puede colegir a partir de elementos que refieren al sector de una granja (una tranquera, un molino, algún granero…).
Los textos son básicos, de cómoda lectura y con los diálogos integrados en globos.  No hay didascalias y si aparecen textos ajenos al parlamento,  corresponden a carteles y señales, o bien al uso de onomatopeyas.

#### Trama
El argumento de esta historia se concentra en las travesuras de Abrojo: un gauchito de corta edad que por ser tramposo y ventajero termina invariablemente en apuros. El personaje no es el hombre duro al que refiere el título sino un chiquilín travieso, algo oportunista y muy haragán. Los episodios son autoconclusivos y en tres o cuatro viñetas despliegan una estructura que se repite: el inicio presenta a Abrojo preparando una acción que aparentemente le dará excelentes resultados pero luego, por su recurrente intención de sacar ventajas o alcanzar el éxito con el menor esfuerzo posible, termina fracasando y es perseguido, golpeado o ridiculizado.
El primer gag de la tira se desprende del título ya que el hombre duro que promueve el enunciado es un niño revoltoso, cuyo nombre Abrojo remite a una irritante vegetación silvestre de nuestro país, cuyo fruto de composición esférica y con fuertes púas lo hace punzante en contacto con la piel y fácilmente adherible a las vestimentas. A nadie le gusta toparse con un abrojo. Y ese parece ser el caso de los personajes de la historia que intentan evitar por todos los medios posibles el encuentro con Abrojo.
La trama presenta personajes fijos que acompañan al protagonista en sus travesuras o bien son víctimas de estas. Los principales son: su madre, una mujer adulta de contextura rolliza, pelo oscuro, peinada con dos trenzas y ataviada con un vestido estampado de flores y zapatos de suela;  el aguelo, un hombre no muy viejo, canoso, flaco, vestido con camisa clara, pañuelo al cuello, bombachas y alpargatas; su enamorada, la Lucía, una hermosa niñita de rostro dulce, pelo negro peinado en dos trenzas, vestido a lunares y zapatos de suela y que es la representación juvenil de la madre de Abrojo;  y dos amigos de su misma edad, con uno de los cuales compite por el amor de Lucía. En algunos episodios asoma un vecino encrespado por alguna fechoría de Abrojo y su barra. También es recurrente la presencia del comisario que intenta castigar el accionar imprudente de los niños pero invariablemente resulta burlado.
Todos los personajes hablan un lenguaje simple, similar al utilizado por los lectores del medio en el que se intercalan algunos usos y modismos propios del hombre de campo: decir viá en lugar de voy, ió por yo, o juir por huir. Asimismo, para imitar la pronunciación del paisano reemplaza la vocal e por la vocal i, entonces deriva en mi por me, distapar por destapar, o cumpliaños por cumpleaños. Se suma la referencia a objetos o herramientas típicas de la vestimenta y del trabajo en el campo: el rebenque, la rastra, el talero o el facón,  que incorporan parte del léxico rural. A partir de estas operaciones Destuet logra articular un lenguaje de fácil y rápida lectura,  acorde con el formato,  pero que al mismo tiempo se percibe como el habla típica del gaucho.
Con Abrojo, un hombre duro se representa la tipología de un gaucho completamente opuesta a la caracterizada por el famoso Cirilo “El Audaz”. La estampa del gaucho maduro y de expresión adusta cede lugar a la silueta de un niño alegre, despreocupado y travieso. . Ahora la aventura del héroe se transforma en las fechorías de un chico. El espacio infinito del desierto se circunscribe a los límites de una granja. Y las alianzas que señalaban amigos y enemigos trasmutan en las simples peleas o afectos diarios de una barra de amigos. El gaucho peregrino y solitario es remplazado por un chiquilín que vive en su casa junto a su familia. La justicia que incansablemente perseguía y hostigaba al gaucho ahora es la figura cómica de un comisario permanentemente burlado por un par de niños. El respeto a la tradición, el apego a los códigos y el ánimo puro de Cirilo, truecan en la desvergüenza, las trampas y el espíritu ventajero de Abrojo. El gaucho, evocación de la sabiduría, la sensatez y la inteligencia de un hombre que lucha por la Patria, deviene en la impericia, la imprudencia y la necedad de un chiquillo desprejuiciado.
La caricaturización de su imagen es el revés de la representación que recreara la estampa de un héroe. No obstante, para que su figura se modificara no alcanzaba con la operación de colocar a un niño travieso en el lugar de un hombre duro ni tampoco bastaba con trastocar aspectos de su personalidad. Se necesitaba que la transformación se produjera al nivel total de la obra. Por eso Destuet optó por un dibujo caricaturesco que abandonó el realismo de la figura humana y recreó la imagen burlona del gaucho.

### Ño Toribio
La historieta de Ño Toribio se publica entre el 18 de septiembre y el 13 de diciembre de 1946 en las páginas del diario El Laborista,  con textos y dibujos a cargo de José Villanueva.  Toribio es un gaucho de más de 60 años,  jugador, mujeriego, oportunista, mentiroso, farandulero, tramposo, estafador y amigo entrañable del porrón de ginebra.
La situación planteada en la primera entrega lo presenta desnudo detrás de un caballo sin apero,  arrojando una taba hacia el centro de un grupo de hombres reunido en la puerta de una pulpería mientras dice: “en esta parada me juego la presentación”. La viñeta siguiente (y última) lo muestra recuperado, delante del caballo ya con su apero y con todas sus vestimentas;  a la par que explica: “la taba cayó en suerte y recuperé las pilchas. Gracias a eso puedo presentarme ante ustedes amigos de El Laborista"
De formato similar al descripto en la tira  Abrojo,  un hombre duro, al lenguaje, se suman algunos modismos propios del criollo: decir guenas en vez de buenas, 'e por de, pingo en lugar de caballo, y para referirse a las boleadoras aludirlas con el nombre de las tres marías.
El nombre del protagonista,  titula la tira poniendo de manifiesto la distorsión entre su sentido y las características del personaje. La anteposición de la expresión Ño al nombre Toribio refiere a un uso vulgar o de cortesía equivalente a Don, muy utilizado en las zonas rurales de nuestro país. El significado de la palabra Don señala una habilidad o cualidad estimable que distingue a un individuo y lo ubica en una posición superior al de otras personas. No obstante, para nombrar a Toribio se lo refiere como Ño y no como Don. Es decir, hay una deformación, una vulgarización y una acentuación irónica de la palabra y su significado. Esto se debe a que Toribio tiene cualidades que lo distinguen pero son todas de signo negativo. Tiene el Don, o mejor dicho el Ño, de concentrar en su naturaleza todos los atributos señalados inmorales para la condición humana. Al mismo tiempo el nombre Toribio, de uso extendido entre la gente de campo, se asimila a la palabra Toro y con ello a las cualidades y sentidos que ésta encierra: sugiere fortaleza, vigor, bravura, fertilidad. Pero Toribio, lejos de poseer alguno de estos atributos, es un viejo flojo y cobardón. El nombre designa una condición que luego se refuta en presencia de las verdaderas características del personaje.
Se resuelve en Toribio la tipología de un gaucho opuesta a la del célebre Cirilo. La figura del héroe, fuerte e inteligente, con expresión adusta y belleza física, fiel al código consuetudinario del campo y defensor de la Patria; muda hacia su contraparte, el antihéroe: un viejo zorro, díscolo e inmoral, un zángano oportunista que ante el menor inconveniente no duda en sacarle el cuerpo al bulto. Esta imagen degradada se funda en la impronta del Viejo Viscacha; aunque reparada, actualizada y también pícara. La haraganería y travesura de Abrojo, que deberían tomarse como rasgos propios de la niñez, se confirman en Toribio como una condición de vida. Entonces si en su vejez el gaucho conserva esas maneras conlleva a pensar que el gaucho es por definición, o mejor dicho por naturaleza, holgazán y tramposo.

## Los gauchos de Gutiérrez
El análisis anterior pone en evidencia que una vez culminada la tira de Cirilo “El Audaz”, la Historieta Gaucha inició una etapa en que la imagen del gaucho se sostuvo sólo como un elemento de caricaturización para las tiras que explotaban el Humor Blanco. Sin embargo, esa estética consumió rápidamente sus recursos y a los pocos meses de haber iniciado el ciclo llegó a su fin sin haber marcado una valiosa impronta. No obstante, este fracaso no significó la inhumación del gaucho en las viñetas de los diarios. Una vez agotado el proyecto humorístico el género se propuso recomponer su estampa restituyéndole el perfil de héroe que las deformaciones del humor habían quebrantado.
Hacia finales de la década del '40 se renovó el interés por la historieta seria de aventuras y con gaucho como protagonista principal de los argumentos, se estrenó una exitosa serie que redimió la estampa del centauro de las pampas.
El principal aporte lo hizo la pluma de Walter Ciocca,  dibujante y guionista que tomó las historias escritas por Eduardo Gutiérrez,  con tanta aceptación que la efigie del gaucho se convirtió en el héroe mítico de todos sus guiones.

En una entrevista que le hicieran en el año 1956,  acerca de su relación con la figura del gaucho y de cómo llegó a ser éste el protagonista excluyente de sus historias, Walter Ciocca aportó las siguientes reflexiones:
“Desgraciadamente, la parodia del gaucho que conocía era desastrosa. El teatro de Pablo Podestá   había desvirtuado al gaucho, haciéndolo un cocoliche, disfrazado con muestrarios de bordados, borracho y pendenciero dispuesto siempre a matar con la fariñera en la mano. ¿Se podía hacer algo con semejante personaje? Indudablemente, NO. Luego, poco a poco, visitando museos, viendo y dibujando láminas de Vidal, Pellegrini, Pallière  y Pueyrredón, entre otros, empecé a “ver” la realidad y después, leyendo Hernandez, Lugones, Gutiérrez y muchos más escritores nuestros, me di cuenta de que el granito de arena se convertía en una montaña. ¡Había argumentos de tan o más interés que las aventuras de pieles rojas y cowboys! Más adelante, mis frecuentes viajes a San Antonio de Areco ‘cuando la paisanada no se avergonzaba de vestir a lo gaucho’ –ahora imitan a los porteños- me dieron fuerza para comenzar la tarea. La oportunidad se me brindó y comencé a trabajar con las obras de Gutiérrez. A Juan Cuello, Hormiga Negra y Santos Vega los adapté al ritmo que exige la historieta para diario y al gusto de nuestro tiempo. Luego surgieron Hilario Leiva, Mariano Flores, Andrés Molina y Lindor Covas, hijos de mi fantasía que demostraron, fehacientemente, que había encontrado, en realidad, una montaña en la cual todavía hay mucho que explotar"
Es muy interesante reparar en sus declaraciones para entender cómo Ciocca se vinculó con las representaciones peyorativas del gaucho y cómo operó para recomponer su figura, logrando interpretar su potencial para reconstruirlo como el nuevo héroe de historietas. Los lectores reclamaban héroes que tuviesen sus peripecias en nuestro país y la figura del gaucho significaba,  una posibilidad de nacionalizar las historias de cowboys que tanto éxito tenían en el cine y la literatura.
Ciocca toma los personajes que Eduardo Gutiérrez  publicara bajo el formato del folletín de entrega diaria, apoderándose de la figura surgida en el Criollismo literario
A estas condiciones se suma una política de Estado que desde la Secretaria de Prensa y Difusión  impulsó la distribución de materiales que enaltecieran los símbolos patrios y que sirviesen para reforzar la propaganda de un gobierno que se manifestaba nacional y popular, lo que incluía lo folclórico tradicional. Al mismo tiempo intentaba imponer “una cierta visión de la tradición nacional, manifiesta en la preocupación por develar el mítico ser nacional que debía unificar a la comunidad”. En este sentido el Criollismo Literario resultó funcional a las intenciones promocionales del Estado dado que en sus textos se podía leer un pasado nefasto, plagado de injusticias y desigualdades sociales, que gracias a las gestiones del gobierno se había superado: “un pasado negro y un presente rosa, un antes y un ahora, eran los elementos centrales que organizaban los textos y discursos peronistas”. La experiencia de Ciocca con las adaptaciones de los gauchos de Gutiérrez fue de menor a mayor: empezó ocupando el lugar más relegado de la grilla de historietas junto a las tiras de Humor Blanco hasta conquistar el espacio más destacado en la sección del diario La Razón. El comienzo estuvo marcado por la historia de Juan Cuello, continuó con Hormiga Negra y culminó con el éxito de Santos Vega.

### Juan Cuello
La tira comienza a ser publicada el día 29 de enero de 1949 en las páginas del diario La Razón, con guion y diseño de los dibujos correspondientes a Walter Ciocca.  Su composición gráfica es similar a las marquesinas del cine con el objeto de presentar en un único cuadro el título de la tira (Juan Cuello “El romántico aventurero”) y sus personajes principales (primeros planos de los rostros con su nombre al pie).
El argumento es fiel al texto de Gutiérrez y el diseño de los diálogos pretende intervenir lo menos posible sobre el lenguaje de la obra para conservar (lo más fielmente posible) los parlamentos originales del folletín. No obstante, se realizan ajustes que sirven para: a) atenuar la violencia original de los diálogos, b) acomodar la extensión del enunciado conforme los requerimientos del género, y c) actualizar algunos usos y expresiones.
La historia narra la vida Juan Cuello: un joven guitarrero y domador de caballos que habitó en la ciudad de Buenos Aires durante el gobierno del General Juan Manuel Rosas por el año 1849. La descripción de este gaucho en la letra de Gutiérrez señala que Juan Cuello fue “un hombre de elevada y esbelta talla, de fisonomía interesante aunque no hermosa, pero de una soberbia belleza de expresión, que fue lo que tanta boga le dio entre las mujeres (…) Moreno, de un color suave, usaba largo el cabello cuyos rulos negros y sedosos caían con cierto desorden agradable sobre el poncho pampa batará que llevaba siempre puesto; su nariz bastante aguileña y delgada daba un aspecto chusco a su fisonomía, completada por la luz de los ojos pardos donde había algo de mefistofélico y una barba dividida en el medio, corta y brillante”. Retrato que Walter Ciocca recupera con exactitud en los trazos del dibujo.
En la historieta la acción se inicia cuando Juan Cuello enamorado de la joven Mercedes le declara su amor y le propone unirse a ella para llevar adelante una vida juntos.
Los planes de Juan Cuello difieren de los de Doña Tránsito,  tía de Mercedes, para quien su sobrina debía casarse con Don Ruperto, un famoso Federal ayudante de serenos que en realidad era “un bandido potentado por la Mazorca” . La moza manifiesta a su tía el interés de aquerenciarse con el joven gaucho pero ésta se opone tajantemente a sus las intenciones:
Don Ruperto,  enterado de las intenciones de Juan Cuello, lo atrapa y lo conduce a los cuarteles de Palermo y en presencia del gobernador Juan Manuel de Rosas, lo acusa de ser un Unitario merecedor de ser pasado a degüello por la Mazorca. El general Rosas desatendiendo el reclamo ordena que no lo maten: “(…) aprecio a los gauchos valientes, incorpórelo a las tropas de Palermo”. No obstante, Don Ruperto aprovecha la reclusión del gaucho y se casa con su prometida Mercedes. Al tiempo Juan Cuello logra escaparse del cuartel pero las circunstancias hacen que no pueda encontrar a su amada. Dispuesto a vengar su suerte busca a Don Ruperto y lo mata en un duelo a cuchillo. A partir de este hecho el gaucho inicia una lucha sin tregua contra las iniquidades y excesos de la Mazorca hasta que “en el amanecer del 27 de diciembre de 1851, Juan Cuello moría fusilado en Santos Lugares, terminando así la vida de este ‘Romántico aventurero’”.
La trama de esta historia establece nuevas alianzas para el gaucho que no son de tipo militar como fuera el caso de Cirilo, “El Audaz”. Para Juan Cuello está claro quiénes son sus amigos y quiénes sus enemigos. Víctima del abuso e injusticias de la Mazorca entrega su vida a combatir las partidas de serenos (policías) y a luchar contra la justicia que los ampara y que establece una ley diferencial para el gaucho. En esa lucha hay alianzas con iguales que tras sufrir las mismas iniquidades comparten un solo destino. Esta alianza es una marca de sangre y esa condición la hace inquebrantable. Cuando un jefe de la Mazorca exige a Cuello que le dé 100 azotes a un gaucho condenado por desobediencia éste le responde: “Yo no castigo a un compañero así me degüellen”. Cuello es íntegro en su condición de gaucho y consciente de lo que significa acciona para transformar su destino.

### Hormiga Negra
El 2 de febrero de 1950 las páginas del diario La Razón comienzan a publicar la historia de Hormiga Negra. Esta tira al igual que ocurre con Juan Cuello se presenta con textos de Eduardo Gutiérrez y dibujos de Walter Ciocca (aunque claro está, es una adaptación libre realizada por el dibujante sobre el texto de la novela que Gutiérrez publicará a finales del año 1881 en las páginas del diario La Patria Argentina). La composición gráfica y narrativa de esta obra se ajusta a la fórmula más exitosa de las historietas serias durante los años '50: adaptación de una obra literaria en formato de guion de historieta sumándole una estética cinematográfica para la composición de las viñetas (caracterización de los personajes, uso de los planos, montaje, etc.). Confluyen en el formato de esta tira tres géneros narrativos: la historieta, el cine y la literatura.
Desde el inicio la tira ocupa un lugar destacado en la sección de historietas del vespertino. La política del diario fue ubicarla en la parte superior de la página en el espacio reservado para los títulos preferidos por el público (junto a las famosas aventuras de Don Fulgencio el hombre que no tuvo infancia de Lino Palacios). Los episodios se publicaron sin interrupción de lunes a domingo en el formato Continuara…, con un éxito tan contundente entre los lectores que para promocionar la venta del vespertino “los canillitas voceaban diariamente lo que acontecía en la tira”.
Fiel a la obra literaria el argumento relata la historia de Guillermo Hoyos (conocido como Hormiga Negra) y de sus hazañas por los pagos de San Nicolás. A diferencia de la novela que inicia con Hormiga Negra ya viejo, cumpliendo su condena en prisión, la versión de las viñetas comienza en el momento que el personaje principal, joven y atrevido, declara su amor a Marta y ambos deciden aquerenciarse para forjar una vida juntos. En adelante la historia respeta el hilo original de la trama y es estricta en representar cada una de las acciones que narra el folletín: incluso en reproducir la extraordinaria violencia física y verbal que abundan en el texto. En el caso de la historieta esa violencia no se agota en el relato sino que también se muestra. Y esa puesta en evidencia la hace más real, al punto que “a veces, hasta el autor parece asquearse de tanta violencia y entonces pinta las figuras de negro y las hace pelear en las sombras, o las encierra en remolinos de rayitas, como para proteger de los golpes al lector”.
La trama de esta historia reviste características similares a la de Juan Cuello. Su personaje principal es Guillermo Hoyos, alias Hormiga Negra, un gaucho adolescente, de hermosas facciones y cuerpo atlético. Defendiendo su amor cae en desgracia y se ve obligado a vagar por los campos enfrentándose a las partidas que intentan atraparlo. El joven se destaca por su temperamento fuerte y arrogante que lo impulsa a enfrentar un destino que se vuelve adverso. Su espíritu animoso hace que luche por lo que es justo y que no claudique hasta alcanzar su cometido: aunque ello signifique peder la vida. Es muy hábil para domar potros, un amigo fiel de la guitarra y experto en el manejo de las armas. La acción se inicia cuando Hormiga Negra enamorado de Marta le declara su amor y le revela sus planes de conseguir un rancho para vivir juntos. La muchacha asiente gustosa correspondiendo al amor del joven y juntos inician un apasionado romance. La madre de Marta prevenida de este hecho (siendo contraria a la amistad de su hija con Guillermo) se opone ciegamente a la relación e increpa al joven Hormiga:
Vieja: “Prefiero verla muerta antes que casada con semejante pichón de bandido”.
HN: “¡Cállese, vieja insolente! A la Marta me la llevaré delante de su cara de bacará”
V: “Ya le voy a contar a tu padre para que te de una paliza”.
El padre de Hormiga accediendo al pedido de la vieja y ante la negativa del joven de suspender la relación (“Marta me quiere a mi con todas sus entrañitas y yo quiero a Marta porque sí y porque se me da la gana”]) toma bajo su cargo darle una paliza que lo haga abandonar la idea de enamorar a la niña (“(…) como yo no quiero que suceda no sucederá”). A partir de este episodio se establece una serie de alianzas y enfrentamientos que definen amigos y enemigos. En primera instancia las alianzas se constituyen dentro del núcleo familiar y se delimitan por la pertenencia a dos generaciones distintas. La madre de Marta se complota con el padre de Guillermo para impedir la relación amorosa mientras que los enamorados son apoyados por Zoilo Hoyos (hermano de Guillermo). Un enfrentamiento entre padres e hijos que se inicia con amenazas y que se materializa en una cruenta violencia física (la vieja intimida y cachetea a Marta; el padre desafía y enfrenta a cuchillo a su hijo Guillermo). No obstante, el enfrentamiento verbal y físico entre padres e hijos no hace que estos últimos le falten el respeto a sus progenitores; siempre la violencia es vertical, de padre a hijo, o cruzada, de Zoilo a la vieja o de Guillermo a la vieja. Entonces Marta sigue refiriéndose a su madre como señora y Guillermo a su padre como señor (dice el joven a su tata: “Yo no devuelvo a Marta porque eso sería humillarme y sólo ante dios me humillo. No me separo de ella porque nos queremos con alma y vida. Yo no he ofendido a usted ni quiero ofenderlo. Si con lo que he hecho ha sufrido usted algún prejuicio, ha sido sin querer y le pido perdón”).
Una vez planteado el conflicto entre personajes y generaciones la historia da un vuelco. Guillermo dispuesto a vengarse de todo los males que le ocasionara se dirige al rancho de la vieja para darle un par de azotes y cobrarse parte de la deuda. Una vez allí comienza a fustigarla con su rebenque. El peón Alejandro sale en defensa de la vieja y se enfrenta al joven Hormiga decidido a liquidarlo. Sin vacilar Guillermo saca su bola y haciéndola la arroja sobre la cabeza del peón con tan la mala suerte que impacta de lleno sobre base del cráneo ocasionándole la muerte instantánea. De ahí en adelante el joven Hormiga se verá obligado a huir de la justicia, vagando de pueblo en pueblo, para hacer de la llanura y las pulperías su único hogar (“(…) es triste cosa andar huido, lejos de la familia…, pero que le vamos a hacer! Me desgracie en defensa propia”).
En adelante comienza para el personaje una vida de constantes enfrentamientos que lo convierten en el cuchillo más temido de la provincia de Buenos Aires y en un hombre que mata para darse el gusto. Su enemigo es el Estado, o mejor dicho, el estado de las cosas: una justicia diferencial para el gaucho, un juez de paz corrupto y una policía que persigue simplemente por darse el gusto. Pero cuanto más se empecinan en aprehenderlo más duro, violento y criminal se vuelve.

### Santos Vega
El 22 de febrero de 1951, en el espacio que ocupara su  Hormiga Negra, el diario La Razón hace la presentación de la tira del famoso payador Santos Vega. El argumento de la historia se promociona como una adaptación libre del texto de Eduardo Gutiérrez a cargo del guionista y dibujante de historietas Walter Ciocca. La estructura gráfica y narrativa es similar a la desarrollada en el caso de Hormiga Negra: arreglo de una obra literaria al formato de historieta con diseño que recuperan las técnicas de encuadre y montaje propias del cine.
Walter Ciocca prefirió continuar la saga apoyándose por tercera vez en el modelo del gaucho joven que se desgracia en la búsqueda de su amor y que lucha sin claudicar contra su adverso destino. La elección se reveló a favor de Santos Vega cuyo conflicto reviste características similares a las historias de Juan Cuello y Hormiga Negra. No obstante, sorprende que en el momento de mayor éxito de la Historieta Gaucha Ciocca optase por una obra que en su versión folletinesca fuera la de menor aceptación entre los lectores fanáticos de la serie de gauchos.
En el momento en que se publicó la historieta mediaba la década peronista. Las conquistas sociales capitalizadas durante este gobierno lograron materializar nuevos derechos sociales y políticos que para la enorme masa de la población significaron terminar con el desamparo civil en el que estuviera sumergida. Se estableció una extensa política de bienestar que permitió a las clases más desprotegidas alcanzar importantes beneficio: vacaciones pagas, jubilación, planes de vivienda, inversiones en salud, acceso masivo a la educación, etc. No obstante, la “igualdad” política y económica no significó el cese de las luchas sociales. Los sectores tradicionales se negaron a perder su condición de privilegio frente al ascenso de los nuevos agentes sociales. Producto de ello se profundizó la discriminación y aparecieron términos como el de cabecita negra utilizado en las grandes capitales para designar despectivamente a un sector de la población llegado desde el interior perteneciente a la clase trabajadora (la expresión alude a las características físicas de la persona: pelo negro y piel oscura). Al mismo tiempo se reactivó la antigua y tajante distinción entre la ciudad y el campo, ahora bajo la forma: Capital versus el Interior. Esta disputa pretendió establecer la supremacía de los nacidos en las grandes capitales en detrimento de los naturales de las zonas de provincia.
En esta coyuntura en que las deferencias jurídicas, políticas y económicas se veían atenuadas por las acciones del gobierno, se comprende que la discusión de la lucha de clases se desplazara hacia otros aspectos de la vida social en que se recrudecían los enfrentamientos. Por lo tanto, un argumento que pusiese en el tapete el desamparo civil de un sector de la población, motivado por los prejuicios a su condición racial o de pertenencia a una determinada geografía (como podía ser el caso de la historia de Santos Vega) revestía mayor interés que los argumentos que se concentraban en las luchas por mitigar las desigualdades jurídicas, políticas y económicas que comenzaban a ser parte del pasado. Esta situación fue percibida por Walter Ciocca y no sólo eligió la historia de Santos Vega sino que al mismo tiempo decidió intervenir en el desarrollo del argumento para acentuar aún más este conflicto.
A diferencia de los casos anteriores en que respetaba la trama original del texto (sin realizar variaciones de importancia), con Santos Vega se concede efectuar algunas supresiones y alteraciones que le permiten iniciar la historia focalizado en dos aspectos sobre los que pretende gire el desarrollo de la acción: a) por un lado, le interesa seguir trabajado con el conflicto de dos almas que se aman y pretenden unir sus vidas pero se ven obstaculizadas por el mandato de familias que pertenecen (o aspiran) a dos mundos (clases) distintos; y b) por otro, pretende recuperar y polemizar sobre el argumento que funda una tajante separación entre la ciudad y el campo, el cual intenta establecer la superioridad natural de quienes nacen y habitan en la ciudad: esta jerarquía procura hacer prevalecer la condición de pertenencia a un determinado espacio por sobre las cualidades individuales de una persona (valores, inteligencia, creencias, etc.); premisa que en el caso del gaucho se suma al sentido jurídico/económico que lo define como un vago mal entretenido y lo ubica en una condición inferior a la del hombre común. En Santos Vega la condición de pertenencia al antiguo linaje de los gauchos es motivo de una cruel discriminación racial.
Walter Ciocca inicia la trama de la historieta con un texto breve ubicado al margen de la primera viñeta (y por lo tanto atribuible a la palabra del guionista) que abre la historia dejando planteado el conflicto sobre el que se desarrollará la acción:
Texto: “Durante el verano, algunos señores ricos de Buenos Aires solían llevar a sus familias a sus estancias para ‘tomar campo’; se reunían entre ellos y una vez, por los pagos de dolores…”
Niña 1: “¡Qué hastiada estoy del campo!”
Mariquita: “Yo prefiero el bullicio de la ciudad con sus pregoneros y sus carruajes”.
Joven: “¡Ay! ¡Mariquita! La misma opinión nos une,… para mí, el campo es soporífero”.
Don José Gándara: “Para que se entretengan un rato, voy a invitar a un vecino que tiene un hijo cantor”
Joven: “¡Gran idea, Don José!... Damas y caballeros: dentro de unos momentos oiréis hermosas loas a la vaca y al ternero” (Risas generales)[25].
Pasadas dos entregas la historia continúa con Santos Vega descansando en las ramas de un árbol. Su madre lo busca para comunicarlo de la invitación:
Madre: “Baja, Santos, Calígula (el perro) te ha descubierto, prepara tu guitarra que te manda llamar Don Gándara”.
SV: “Voy madre”.
Madre: “Hasta luego, hijo, y lúcete cantando”
SV: “Hasta luego”.
Madre: “¡Qué feliz juventud! ¡Quince años que son como quince soles!”.
Don José: “¡Ahí llega el mocito cantor!”.
Joven: “¡Bah!, gauchos…!".
La condición de este personaje no es la del gaucho carente de recursos que está obligado a trabajar el día entero para tener una vida digna. Su situación se sustenta en la importante fortuna de su padre, un reconocido estanciero propietario de dos magníficas estancias (ubicadas en Dolores y Azul) sembradas con miles de cabezas de ganado vacuno y caballar. Antes de desgraciarse Santos Vega era un joven enamorado de la poesía, la música y el baile. Pasaba los días recitando las más ingeniosas décimas y cantando conmovedoras canciones que eran el gusto de la concurrencia: “la guitarra, bajo la presión de sus dedos, expresaba admirablemente toda la melancolía de que estaba impregnado su espíritu, explicándose sólo así que con su canto, Vega tuviese entretenidos, días y noches a todos los vecinos del partido, que como a una feria o fiesta extraordinaria, caían hasta con caballos de tiro a la pulpería o la estancia donde se decía estaba Santos” . Era entonces Santos Vega un artista virtuoso y reconocido, un acaudalo estanciero… y al mismo tiempo un gaucho. Sin considerar su naturaleza se enamora de la hija del juez de paz. Éste se opone a la relación y castiga ferozmente a Santos Vega. Imposibilitado de concretar la relación queda envuelto por un torrente de adversidades que lo llevan a vengarse del hombre que le negara el amor de su hija y se aprovechara de su condición de justicia para adueñarse de la fortuna que heredara de su padre caído en las acciones de un malón. Fue así que el eximio payador se convirtió en un gaucho alzado.

### Walter Ciocca y los gauchos propios
Concluida la historia de Santos Vega, Walter Ciocca decide interrumpir la serie de personajes de Eduardo Gutiérrez  para narrar las aventuras de gauchos nacidos de su propia invención. No obstante, la decisión de abandonar las obras del Criollismo literario no significó renunciar a la fórmula que tan hondo había calado en los lectores del diario. Para él resultaba evidente que entre los personajes y el público se había gestado un poderoso vínculo que era conveniente no descomponer. Por lo tanto, los guiones de las nuevas historietas siguieron la línea temática y argumental que trazaron con éxito los primeros trabajos, incorporando pequeñas modificaciones que no alteraron la identidad de las historias. En cuanto a la condición de los personajes,  buscó emular las características físicas y emocionales de los gauchos folletinescos con la intención de que los lectores,  los incorporasen irreflexivamente a la serie abierta en el criollismo. Entonces surgieron de su pluma Hilario Leiva  y Lindor Covas, dos gauchos jóvenes de atlética y hermosa figura, que al igual que los personajes de Gutiérrez se destacaron por su afanoso temperamento, sus ideales puros y una actitud resuelta y decidida; “le advierto que yo no ando con medios días habiendo días enteros”.

#### Hilario Leiva, "El Rebelde"
La tira se publicó en el diario La Razón, desde el 29 de julio de 1952 hasta el 25 de noviembre de 1953, en el espacio que ocupara su antecesora Santos Vega. Cauto en su trabajo inicial, Walter Ciocca encaró la escritura del guion y la composición de los protagonistas sin apartarse de la matriz argumental de las obras de Eduardo Gutiérrez. Como núcleo de la acción repuso la historia de un gaucho joven que se desgracia en procura del amor: Hilario Leiva  se defiende de la agresión del hombre que intenta arrebatarle a su enamorada y es sorprendido por una partida que lo toma prisionero y lo coloca en el cepo para que pague por la ofensa que no cometió; para completar su infortunio, el juez de paz, enemigo político de su padrino, se aprovecha de la ocasión para tomar represalia y lo condena a dos años de servicios en la frontera.

#### Lindor Covas "El Cimarrón"
La historia de Hilario Leiva, “El Rebelde” logró incrementar el interés de sus lectores e impulsó a Walter Ciocca a escribir su segunda y más destacada obra del género historieta: Lindor Covas. Publicada por primera vez el Día de la Tradición de 1954,  es la más longeva de las viñetas gauchescas con ocho mil tiras, a lo largo de los más de veintiséis años en que salió hasta enero de 1981”.
Ciocca, ya seguro en su rol de autor,  se atrevió a modificar el eje de la trama conduciendo el hilo de las acciones a través numerosas y distintas aventuras, en las que el personaje fue fortinero, peón, domador de estancia, arriero, etc.  Logró desprenderse de los esquemas que desarrollara en las primeras obras,  y abandonó progresivamente el relato de acontecimientos históricos para introducirse de lleno en la ficción.
La historia comenzó ambientada en los años del gobierno de Rosas. Lindor Covas es un miembro de una acaudalada y protegida familia porteña; “si bien su familia simpatiza con la federación (su hermano es oficial rosista), él se muestra inclinado hacia los unitarios. Cuando las tropas francesas bloquean el Río de la Plata y los unitarios intentan aliarse a los invasores para derrocar a Rosas, Lindor se siente traicionado, abandona su historia y se lanza al campo a recorrer los pueblos fronterizos y la línea de fortines, perdiendo su violencia y agresividad original, así como su origen ciudadano”. Llegado a este punto la ficción se apoderó por completo de la trama y Lindor Covas progresivamente se fue regenerando en algo parecido a un superhéroe de las pampas.